# Eucalyptus crucis
Eucalyptus crucis är en myrtenväxtart som beskrevs av Joseph Henry Maiden. Eucalyptus crucis ingår i släktet Eucalyptus och familjen myrtenväxter. Inga underarter finns listade i Catalogue of Life.